# Cát Bà (thị trấn)
Cát Bà là thị trấn huyện lỵ của huyện đảo Cát Hải, thành phố Hải Phòng, Việt Nam.

## Địa lý

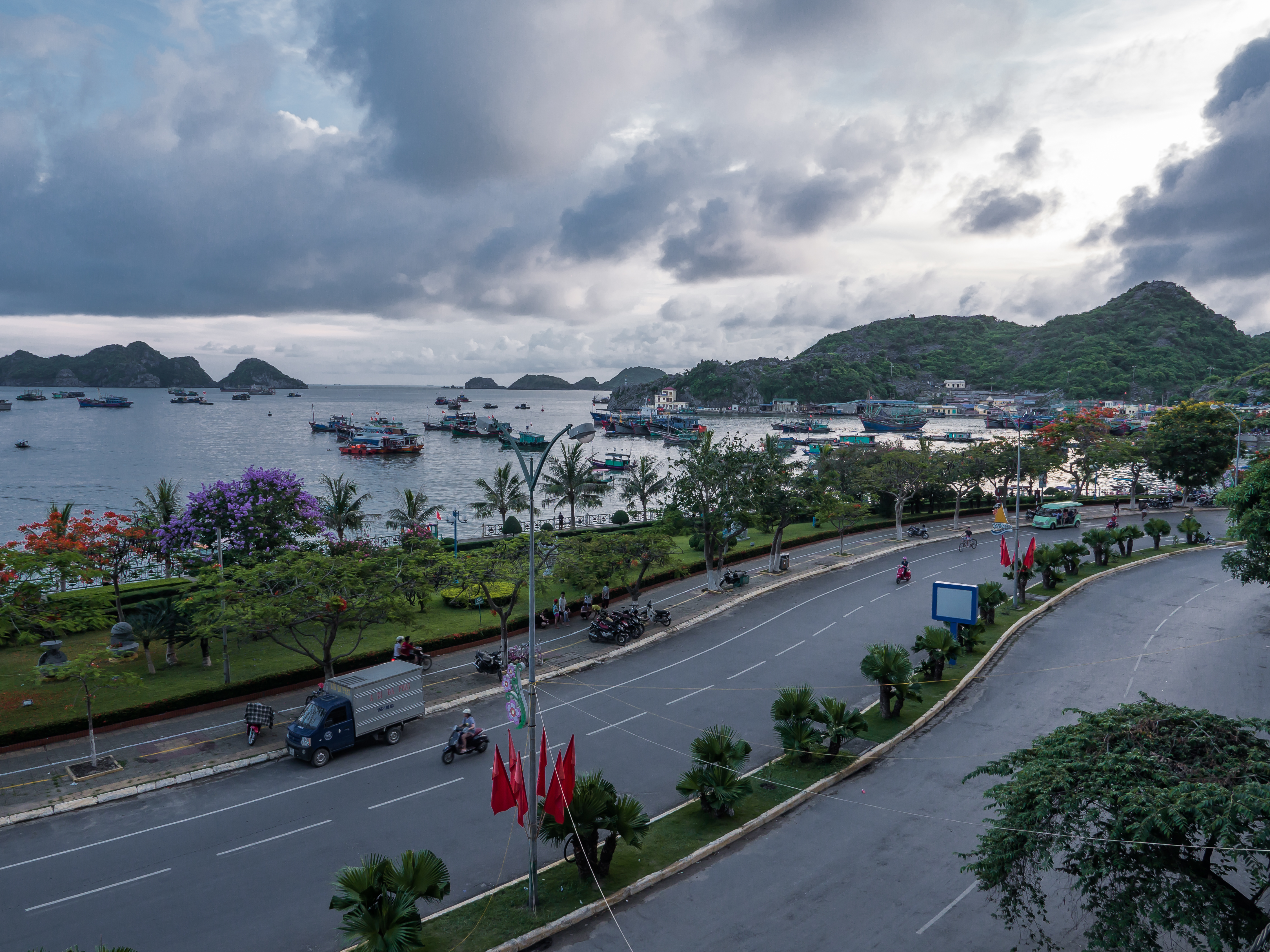
Tuyến đường ven biển tại thị trấn Cát Bà

Thị trấn Cát Bà nằm ở phía đông nam của đảo Cát Bà, trông ra vịnh Lan Hạ và có vị trí địa lý:
- Phía tây có ranh giới trên bộ và trên biển với xã Trân Châu
- Phía bắc có ranh giới trên biển với xã Việt Hải
- Các phía còn lại đều giáp biển.

Thị trấn có diện tích 59,28 km², dân số năm 2023 là 12.740 người, mật độ dân số đạt 215 người/km².
Thị trấn Cát Bà còn quản lý nhiều hòn đảo nhỏ ngoài khơi như hòn Quai Xanh, hòn Sen, hòn Cát Dứa, hòn Nép, hòn Dút, hòn Cống Dùi, hòn Béo, hòn Cát, hòn Thảm, hòn Thoi Như, hòn Đá Bằng, hòn Mây Cát Bà, hòn Guốc, hòn Mít, hòn Bút, hòn hòn Nghiên, hòn Thiến, hòn Đuôi Buồm, hòn Giải Đá, hòn Thoi Nước, hòn Hang Lỗ Đầu, hòn Trọc, hòn Tù Vè, hòn Cát Đuôi Rồng, hòn Vây Rồng, hòn Cặp Ba Dế, hòn Cạp Bù Do, hòn Hang Trống, hòn Móng Rồng, hòn Búp Đuôi Rồng, hòn Gà, hòn Nến.

## Hành chính
Thị trấn Cát Bà được chia thành 19 tổ dân phố.

## Lịch sử
Từ thế kỷ XX trở về trước thị trấn Cát Bà thuộc xã Trân Châu (tên Nôm xã này là Nang), tổng Hà Liên, huyện Nghiêu Phong.
Vào đầu thế kỷ 20, thị trấn Cát Bà hiện nay là phố Cát Bà thuộc tổng Hà Sen, huyện Cát Hải, tỉnh Quảng Yên. Phố Cát Bà sau được đổi thành Đại lý Cát Bà, rồi thị xã Cát Bà.
Năm 1955, tỉnh Quảng Yên sáp nhập với đặc khu Hòn Gai thành khu Hồng Quảng, huyện Cát Hải và thị xã Cát Bà thuộc khu Hồng Quảng. Ngày 5 tháng 6 năm 1956, huyện Cát Hải và thị xã Cát Bà được sáp nhập vào thành phố Hải Phòng. Ngày 22 tháng 7 năm 1957, Thủ tướng Chính phủ ban hành Nghị định số 318-TTg về việc thành lập huyện Cát Bà trên cơ sở sáp nhập thị xã Cát Bà và 5 xã: Trân Châu, Xuân Đám, Hiền Hào, Gia Luận, Việt Hải thuộc huyện Cát Hải; thị xã Cát Bà đổi thành thị trấn Cát Bà thuộc huyện Cát Bà.
Ngày 11 tháng 3 năm 1977, huyện Cát Bà sáp nhập vào huyện Cát Hải, thị trấn Cát Bà trở thành huyện lỵ huyện Cát Hải như hiện nay.
Ngày 13 tháng 3 năm 1979, toàn bộ dân số của xã Cao Minh vừa giải thể được chuyển về thị trấn Cát Bà quản lý. 
Ngày 23 tháng 4 năm 1988, sáp nhập thôn Hùng Sơn thuộc xã Trân Châu (gồm 20 ha diện tích tự nhiên và 307 người) vào thị trấn Cát Bà. Sau khi điều chỉnh địa giới hành chính, thị trấn Cát Bà có 1.870 ha diện tích tự nhiên và 7.998 người.
Ngày 12 tháng 5 năm 1998 lễ khánh thành lưới điện quốc gia Cát Bà chính thức được tổ chức. Hai cột điện qua cửa lạch huyện mỗi cột cao 104m đã đưa điện lưới quốc gia về đến thị trấn Cát Bà thay thế cho máy phát điện trước đây, cung cấp nguồn năng lượng cho các hoạt động phát triển kinh tế, xã hội cho huyện đảo Cát Hải.
Ngày 02 tháng 12 năm 2004, Quần đảo Cát Bà được tổ chức UNESCO chính thức công nhận là khu dự trữ sinh quyển thế giới. Trong những năm này các công trình hạ tầng giao thông, du lịch cũng được hoàn thiện, như: lấn biển mở rộng khuôn viên cảng Du lịch Cát Bà, đường du lịch ra bãi tắm Cát Cò 3, đường và hồ Tùng Dinh, chỉnh trang công viên, đô thị du lịch đã tạo diện mạo mới cho đô thị tại thị trấn Cát Bà.
Ngày 15 tháng 2 năm 2014, khởi công công trình xây dựng cầu, đường ôtô cao tốc Tân Vũ – Lạch Huyện kết nối với đường cao tốc Hà Nội – Hải Phòng với Cảng nước sâu Lạch Huyện. Sau hơn 3 năm thi công, vào ngày Quốc khánh nước Cộng hòa xã hội chủ nghĩa Việt Nam, 02/9/2017, Thủ tướng Chính phủ Nguyễn Xuân Phúc đã cắt băng khánh thành, thông xe kỹ thuật.
Ngày 14 tháng 5 năm 2017, khởi công tuyến cáp treo Cát Hải – Phù Long do tập đoàn Sungroup làm chủ đầu tư. Sau hơn 3 năm thi công, ngày 06 tháng 6 năm 2020 đã khánh thành và đưa vào sử dụng, Đây là tuyến cáp treo 3 dây vượt biển Cát Hải - Phù Long có chiều dài 3.955 m, nối địa bàn hai xã Đồng Bài và xã Phù Long thuộc huyện Cát Hải.

## Kinh tế - xã hội
Ngoài phát triển du lịch, thị trấn Cát Bà còn có ngành nuôi trồng thủy sản với các loài cá hay các loài nhuyễn thể như tu hài, vẹm xanh phục vụ ngành du lịch, dịch vụ tại địa phương và xuất khẩu.